# 汉密尔顿狸藻
汉密尔顿狸藻（学名：Utricularia hamiltonii）為狸藻屬半水生食虫植物。其种加词“hamiltonii”来源于澳大利亚植物采集者汉密尔顿（Hamilton）。其为澳大利亚北领地的特有种。